# Ренийалюминий
Ренийалюминий — бинарное неорганическое соединение
рения и алюминия
с формулой AlRe,
кристаллы.

## Получение
- Сплавление стехиометрических количеств чистых веществ:

{\displaystyle {\mathsf {Re+Al\ {\xrightarrow {1590^{o}C}}\ AlRe}}}

## Физические свойства
Ренийалюминий образует кристаллы
кубической сингонии,
пространственная группа P m3m,
параметры ячейки a = 0,288 нм, Z = 1,
структура типа хлорида цезия CsCl
.
По другим данным образует кристаллы
тетрагональной сингонии,

параметры ячейки a = 0,30785 нм, c = 0,59515 нм, Z = 2
.
Соединение образуется по перитектической реакции при температуре 1590°C  (или по перитектоидной реакции при температуре 1323°C , 1060°C ).